# Хамукар
Хамука́р (араб. حموقار‎) — древний город, крупный археологический памятник, расположенный в округе Джазира на северо-востоке Сирии у границы с Ираком (провинция Хасеке) и Турцией.
Раскопки памятника с 1999 года проводит совместная сирийско-американская экспедиция, организованная Чикагским институтом востоковедения при Чикагском университете и Главным управлением древностей Сирии. Экспедиция обнаружила руины одного из древнейших известных городов мира, что позволило удревнить хронологию возникновения городов на Ближнем Востоке

.
Если до открытия Хамукара исследователи рассматривали как колыбель городского общества Месопотамии речные общества на юге современного Ирака, где находился древний Шумер и где около 4000 года до н. э. возникли такие известные города, как Ур, Урук и ряд других, то после его открытия в состав «колыбели цивилизации» пришлось включить также регион реки Тигр, включающий север современной Сирии.
Археологическое открытие в Сирии является ещё одним свидетельством того, что отдельные культуры могут достигать достаточно высокого организационного уровня, чтобы создавать города, при отсутствии письменности. Ранее предполагалось, что сложные города без письменности существовать не могли, несмотря на известные уже в начале-середине XX века исключения из этого правила (Троя, Бейджесултан и ряд других). Город, по-видимому, процветал уже около 4000 года до н. э. До открытия Хамукара считалось, что древнейшими городами в Месопотамии, где использовались печати, были шумерский Урук и Убайд на юге современного Ирака.
Раскопки, предпринятые в 2005 и 2006 годах, показали, что город Хамукар был разрушен в ходе военных действий около 3500 года до н. э. Это наиболее ранний след боевых действий в городе, засвидетельствованный в археологических слоях Ближнего Востока.